# مجتمع سكني
المجتمع السكني عبارة عن جماعة مشتركة، غالبًا ما تأخذ شكل البلدة أو المدينة، وتتكون في الغالب من سكان، في مقابل المنشآت التجارية و/أو منشآت الأعمال التجارية و/أو المنشآت الصناعية، والتي تعتبر جميعها هي الأنواع الثلاثة الرئيسية لشاغلي المجتمعات النموذجية.
وبشكل نموذجي، فإن المجتمعات السكنية عبارة عن مجتمعات تساعد على دعم المجتمعات الأكثر تجارية أو صناعية بالمستهلكين والعمال، وهذه الظاهرة في الأغلب تنجم عن تفضيل بعض الأشخاص لعدم الحياة في المناطق الحضرية أو الصناعية، ولكنهم يفضلون عليها مناطق الضواحي أو المناطق الريفية. ولهذا السبب، يطلق عليها كذلك اسم بلدات المهجع أو مجتمعات غرف النوم أو البلدات التابعة.
ويمكن أن تشتمل أمثلة المجتمع السكني على بلدة أو مدينة صغيرة موجودة على مسافة عدة أميال من مدينة أكبر، أو بلدة أو مدينة أكبر موجودة بالقرب من مدينة أو بلدة أصغر، ولكنها مركزية أكبر من الناحية التجارية أو الصناعية.

## الصين
في البر الرئيسي لجمهورية الصين الشعبية، تعتبر الجماعة المشتركة ((صينية))، والتي يطلق عليها كذلك اسم الوحدة السكنية أو الحي السكني ((صينية)) أو المجاورة ((صينية)) أو المجتمع السكني ((صينية))، عبارة عن منطقة سكنية حضارية وتتم إدارة القاطنين بها من خلال مقاطعة فرعية ((صينية)). وكل مجتمع يحتوي على لجنة مجتمعية أو لجنة مجاورة أو لجنة سكان ((صينية)) وتقوم كل لجنة بإدارة السكان الذين يقطنون في هذا المجتمع.